# Euceroplatus hutsoni
Euceroplatus hutsoni är en tvåvingeart som beskrevs av Loïc Matile 1990. Euceroplatus hutsoni ingår i släktet Euceroplatus och familjen platthornsmyggor. Inga underarter finns listade i Catalogue of Life.